# San Juan Juquila Vijanos
San Juan Juquila Vijanos là một đô thị thuộc bang Oaxaca, México. Năm 2005, dân số của đô thị này là 1908 người.